# Jaroslava Pencová
Jaroslava Pencová (* 24. Juni 1990 in Bratislava) ist eine slowakische Volleyballspielerin.

## Karriere
Pencová begann ihre Karriere bei VC Doprastav Bilikova. 2006 wechselte sie zu Doprastav Bratislava. Mit dem Verein gewann die Mittelblockerin 2008 den slowakischen Pokal. 2009 gelang Bratislava das nationale Double aus Meisterschaft und Pokal. 2011 folgte der nächste Pokalsieg und ein Jahr später gewann Bratislava erneut beide nationalen Titel. Außerdem spielte der Verein in der MEVZA-Liga. 2013 wurde Pencová mit Bratislava Vizemeisterin. Anschließend wechselte die slowakische Nationalspielerin zum deutschen Bundesligisten Dresdner SC. 2014 und 2015 gewann sie mit dem Verein die deutsche Meisterschaft. Anschließend wechselte Pencová nach Aserbaidschan zu Lokomotiv Baku.